# Караси
Караси су насељено мјесто у саставу града Карловца у Карловачкој жупанији, Република Хрватска.

## Историја
До територијалне реорганизације у Хрватској налазио се у саставу бивше велике општине Карловац.

## Становништво
На попису становништва 2011. године, насеље је имало 50 становника.
| Демографија | Демографија | Демографија |
| Година      | Становника  | Становника  |
| ----------- | ----------- | ----------- |
| 1971.       | 125         |             |
| 1981.       | 109         |             |
| 1991.       | 93          |             |
| 2001.       | 71          |             |
| 2011.       |             | 50          |